# The Serpent's Egg
The Serpent's Egg („Змийското яйце“) е четвъртият студиен албум на австралийското неокласическо/даркуейв/ню ейдж дуо Дед Кен Денс, издаден на 24 октомври 1988 г. от 4AD.
Това е последният албум създаден от дуото докато Лиса Джерард и Брендан Пери поддържат интимна връзка. По-голямата част от албума е записан в многоетажен жилищен блок в Острова на кучетата, Лондон.
Богат и разнообразен като звучене и стил, този албум отразява стабилната музикална връзка между двамата музиканти. „Echolalia“ и „Mother Tongue“ са изпълнени на Зимните олимпийски игри в Албервил, Франция. „The Host of Seraphim“ става популярна чрез документалния фотографичен филм Baraka.
Пери коментира заглавието на албума: „В много въздушни снимки на Земята, ако я погледнете като гигантски организъм – макрокосмос – можете да видите, че природата на жизнената сила, водата, се движи по змиевиден начин“.

## Песни
Всички песни са написани от Лиса Джерард и Брендан Пери.
1. The Host of Seraphim – 6:18
2. Orbis de Ignis – 1:35
3. Severance – 3:22
4. The Writing on My Father's Hand – 3:50
5. In the Kingdom of the Blind the One-Eyed Are Kings – 4:12
6. Chant of the Paladin – 3:48
7. Song of Sophia – 1:24
8. Echolalia – 1:17
9. Mother Tongue – 5:16
10. Ullyses – 5:09

## В масовата култура
„The Host of Seraphim“ е включена във фотографския документален филм Baraka от 1992 г. (и е включена в саундтрака на филма), филмовите трейлъри за филма от 2003 г. Терминатор 3: Възходът на машините и за филма от 2006 г. Home of the Brave, във финалните сцени на филма от 2007 г. The Mist и във филма от 2018 г. Lords of Chaos.
Кратък откъс от „Ullyses“ също е използван като фонова музика в епизод #30.7 „Hunt For The Doomsday Asteroid“ на документалния тв сериал на Би Би Си Horizon през февруари 1994 г., първоначално излъчен преди прогнозирания удар на кометата Шумейкър-Леви 9 с планетата Юпитер през юли същата година.
"Severance" е използван в епизода "Victims of Circumstance" на тв сериал Miami Vice.

## Наследство
- Дуото за електронна музика Кемикъл брадърс използва обърнат семпъл от „Song of Sophia“ в „Song to the Siren“ от албума Exit Planet Dust.
- Orkidea използва "The Host of Seraphim" в неговия сингъл "Unity" от 1999 г.
- Рапърът G Herbo взима семпъл от „The Host of Seraphim“ в песента си „4 Minutes of Hell, Part 3“ от дебютния си микстейп Welcome to Fazoland.
- Експерименталният изпълнител Ulver прави кавър на "In the Kingdom of the Blind the One-Eyed Are Kings" за трибютния албум на Дед Кен Денс Tribute to Dead Can Dance: The Lotus Eaters, издаден през 2004 г.
- Френският рапър Кени Аркана използва "The Host Of Seraphim" в песента си "Je Passe Le Salut" от своя албум "L'Esquisse Vol. 2", издаден през 2011 г.
- „In the Kingdom of the Blind the One-Eyed Are Kings“ също е кавър на дет метъл групата Катъл Декапитейшън като бонус песен в техния албум от 2019 г. Death Atlas.

|  | Тази страница частично или изцяло представлява превод на страницата The Serpent's Egg (album) в Уикипедия на английски. Оригиналният текст, както и този превод, са защитени от Лиценза „Криейтив Комънс – Признание – Споделяне на споделеното“, а за съдържание, създадено преди юни 2009 година – от Лиценза за свободна документация на ГНУ. Прегледайте историята на редакциите на оригиналната страница, както и на преводната страница, за да видите списъка на съавторите. ВАЖНО: Този шаблон се отнася единствено до авторските права върху съдържанието на статията. Добавянето му не отменя изискването да се посочват конкретни източници на твърденията, които да бъдат благонадеждни. |